# Kepler-69c
Kepler-69c je exoplaneta objevená kosmickou sondou NASA Kepler, ohlášená 18. dubna 2013. Nachází se v souhvězdí Labutě (Cygnus) a společně s planetou Kepler-69b obíhá kolem hvězdy Kepler-69, vzdálené od nás přibližně 2430 světelných let. Tato planeta se nachází v obyvatelné zóně své mateřské hvězdy, což původně vedlo k úvahám o její podobnosti se Zemí.
Ve skutečnosti je Kepler-69c svou velikostí a předpokládanými fyzikálními vlastnostmi spíše „superzemí“, či dokonce „supervenuší“. Její poloměr a hmotnost, odhadovaná přibližně na 6násobek hmotnosti Země, naznačují, že může připomínat spíše horkou, nehostinnou verzi Venuše než obyvatelnou planetu podobnou Zemi. V důsledku vysokých teplot a nejspíš husté atmosféry je pravděpodobné, že podmínky na jejím povrchu nejsou pro život, jak jej známe, vhodné.